# 黛安·坎农
黛安·坎农（英語：Dyan Cannon，1937年1月4日—），女，美国演员。曾憑藉天堂可以等待获得金球奖最佳电影女配角。